# 一氧化锂阴离子
一氧化锂阴离子（LiO−
）是一种气态超強鹽基。它曾是已知最強的鹽基，直到2008年，确认二乙炔基苯二阴离子的质子亲和力比它更高。一氧化锂阴离子被发现前，甲基阴离子（CH−
3）是已知最強的鹽基。
LiO−
的质子亲合能为~1782 kJ/mol。

## 合成
在质谱仪中，草酸锂在碰撞诱导解离（CID）条件下连续发生脱羧反应和脱羰反应，即可产生该离子：
LiO–C(=O)–CO−
2 → LiO–C(=O)−
 + CO
2
LiO–C(=O)−
 → LiO−
 + CO
以上合成方法产率不高，且难以实施。一氧化锂阴离子会与空气中的少量湿气和氧气反应。进行CID步骤时，会往仪器输入高压氩气，从而加快这个反应。